# Seznam mediatizovaných rodů
Tato stránka obsahuje seznam rodů, jež byly mediatizovány mezi roky 1806 a 1815.

## Definice mediatizovaných rodů
Definice mediatizovaných se postupně vyvíjela. Vídeňský kongres v l. 1814–15 se věnoval výhradně zajištění autonomních práv na mediatizovaných dominiích pro mediatizované rody ze strany protektorských států. Za mediatizované rody se tehdy postavil císař František I., který měl být garantem jejich práv. Tehdy se také objevil pojem "Stavovský pán" (Standesherr), údajně poprvé použitý bádenským tajným radou Brauerem. Zakládací akta Německého spolku autonomii mediatizovaných potvrdila a rovněž přidala vágní uznání rovnorodosti mediatizovaných rodů s vládnoucími dynastiemi, ačkoli o bývalých suverénních hrabatech bylo v tomto smyslu, na rozdíl od knížat, mluveno jen velmi nejasně. Jak akta Vídeňského kongresu, tak Zakládací akta Německého spolku (především § 14 Zakládacích akt Spolku) se však shodovala na tom, že zvláštní přednostní práva mediatizované vysoké šlechty před šlechtou ostatní, se týkají knížecích a hraběcích rodů, které měly k 12. červenci (datum vyhlášení Rýnského spolku), potažmo 6. srpnu 1806 (datum zániku Svaté říše římské) ve své držbě říšské bezprostřední (reichsunmittelbar) území a zároveň z něj plynoucí říšské stavovství (Reichsstandschaft). V tomto smyslu hovořil i výsledek jednání sněmu Německého spolku v srpnu 1825. Tehdy se jednalo o právech mediatizovaných ve smyslu jejich společenského postavení a rovnorodosti s vládnoucími rody. Byl potvrzen predikát "Jasnost", těm mediatizovaným knížecím rodům, které držely říšské stavovství v kurii knížat. V rozporu s pohledem z roku 1815 však nebyla zatím zohledněna ani práva hrabat ani práva knížat v hraběcích kolegiích. O stavovských personalistech a říšských suverénních hrabatech bez říšského stavovství už vůbec nebyla řeč. Na druhou stranu nikdo nezpochybňoval autonomní práva hrabat na mediatizovaných územích, garantovaná již od roku 1815. Na žádost některých spolkových států, především Rakouska, které již v září 1825 udělilo predikát "Jasnost" i knížecím rodům sedícím v dobách Svaté říše v hraběcích kolegiích, byl výsledek rokování dalšího zasedání spolkového sněmu na podzim roku 1828 výrazně liberálnější. Bylo vyhověno žádostem protektorských států ve věci knížat i stále hlasitějším požadavkům ze strany hrabat.
Podle konečných podmínek z února 1829 patřil mezi mediatizované ve smyslu přednostního postavení mezi aristokracií a ve smyslu rovnorodosti s vládnoucími domy ten, kdo měl k 12. červenci, potažmo k 6. srpnu 1806, alespoň hraběcí titul a k tomu buďto říšské stavovství, včetně tzv. personalistů bez vlastního území nebo alespoň nějaké říšské bezprostřední území, podléhající pouze císaři. Přes toto zmírnění podmínek záleželo však nadále především na tom, jestli konkrétní suverén, kde měl daný mediatizovaný aristokrat své statky, nahlásil tohoto mediatizovaného k projednání sněmu o jeho statusu nebo ne. Pokud měl takový aristokrat statky ve více zemích, mohl být jeho mediatizovaný rang uznáván pouze někde, protože některé státy (Nizozemí, Belgie, Württembersko) neuznávaly za mediatizované bývalé personalisty a jiné (Bádensko, Württembersko, Prusko) zase neuznávaly za mediatizovanou aristokracii bývalé příslušníky říšského rytířstva, kteří získali již před r. 1806 hraběcí titul, ne ovšem říšské stavovství.

### Nejednoznačnost definice
Mediatizované rody, dnes uváděné v II. oddělení Gothajského almanachu, mají být z definice takové rody, které požívaly pouze prostřední (mediátní) vlády, nebyly plnými suverény a nad sebou měly vždy císaře jako svrchovaného představitele moci. Zároveň měly být podřízeny plné přímé a bezprostřední (immediátní) vládě v okamžiku zániku mediátního systému, tedy při zániku Svaté říše římské. Z této definice se však řada rodů vymyká. Na jednu stranu některé rody byly fakticky mediatizovány mocnějšími říšskými knížaty již před oficiálním datem mediatizace 12. července/6. srpna 1806 a k mediatizovaným rodům byly zařazeny jen proto, že na rozdíl od jiných, takto postižených si až do zániku říše uchovaly hlas na říšském sněmu (např. Schönburgové, Giechové či hraběcí větve Fuggerů) nebo prostřední (mediátní) vládu nikdy nevykonávaly a byly toliko říšskými volebními personalisty (Harrachové, Platenové z Hallermundu apod.). Konečně některé rody naopak přežily zánik Svaté říše a staly se suverénními. Nebudeme-li počítat rody mediatizované v průběhu roku 1806, tedy "vládnoucí" jen týdny či měsíce (o jejich osudu rozhodla již Zakládací akta Rýnského spolku), pak zbývají rody Kouniců (mediatizováni roku 1807), Salm-Salmů, Salm-Kyrburgů a Arenbergů (mediatizováni roku 1810), tedy rodů mediatizovaných Napoleonem a původních suverénů Rýnského spolku, rod Stolbergů z Wernigerode (mediatizovaní roku 1809 Saskem, ačkoli již jen nad nepatrným městečkem Schwarza, na které se nevázalo jejich dřívější říšské stavovství) a také rody, které suverenity zbavil "za trest" Vídeňský kongres, neboť se jednalo o bývalé spojence Napoleona (von der Leyen 1814, Isenburg-Birstein, 1815).
Naopak rody katolických švábských Hohenzolernů, mediatizované Pruskem roku 1849, se mezi mediatizované rody bez hlubšího zdůvodnění nepočítají a jsou v Gothajském almachu uváděni v řadách rodů suverénních v I. oddělení. Kupodivu ovšem mezi suverénními rody I. oddělení nejsou zařazeni potomci prince Wilhelma Wieda z Neuwiedu, který byl (alespoň formálně) v letech 1913–1925 vládnoucím knížetem albánským. Gothajský almanach je ovšem obdobně nedůsledný i v případě knížat III. oddělení, tedy rodů, které podle oficiálního řazení (přinejmenším) od roku 1805 dodnes neměly nikde vládnout. I zde je několik rodů vládnoucích kontinuálně i po roce 1806 (Joachim Murat v Bergu a Neapolsku do roku 1815 či knížecí rod Dadiani v gruzínské Mingrelii do roku 1857) či rodů povýšených k suverénních vládě, ačkoli jen velmi krátkodobé (např. Vilém Karel z Urachu byl roku 1918 určen jako Mindaugas II. za krále litevského nebo Gyula hrabě z Csesznéku se roku 1943 stal na jeden měsíc knížetem z Pindu a velkovojvodou makedonským. Přesto jsou rody jsou dodnes vedeny jen ve III. oddělení jako rody titulárních knížat, jsou-li navíc jen hraběcí, nejsou v Gothajském almanachu uváděny vůbec.

## Práva mediatizovaných rodů

### Práva plynoucí z původu

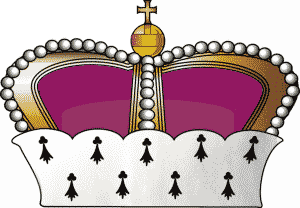
Heraldický klobouk knížat v německých zemích (původně klobouk říšských knížat – tzv. Fürstenhut)

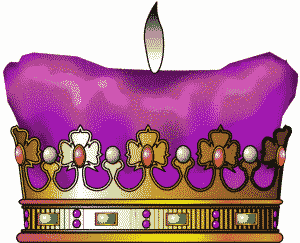
Heraldická koruna mediatizovaných hrabat (tzv. Erlauchtkrone)

Hlavním privilegiem odvozeným od mediatizovaného původu byla garantovaná, v praxi však ne vždy dodržovaná zásada rovnorodosti s panovnickými domy (která vznikla mj. i kvůli zabezpečení dostatečného "genetického rezervoáru" pro suverénní dynastie, jejichž počet po napoleonských válkách rapidně klesl, a které navíc při sňatcích mnohdy dělily náboženské přehrady). Zejména mediatizovaná hrabata se v l. 1815–1918 jen málokdy spříznila s vládnoucími domy, které si v této době ještě víceméně "vystačily samy". Mediatizovaní, zejm. v Rakousku se běžně ženili a vdávali do rodin významnějších titulárních, tedy pouze šlechtických, knížecích a hraběcích rodin. Konkrétně Hohenzollernové nebo Habsburkové měli ostatně velmi přísné domácí řády, korunní princové a následníci trůnu byli vyloučeni z možnosti sňatku s mediatizovanou princeznou a sňatek mezi členem hlavní linie mediatizované knížecí, nikoli však hraběcí rodiny a vedlejším habsburským arcivévodou/arcivévodkyní byl povolen teprve roku 1900. Domácí řády s pevně stanovenými sňatkovými pravidly měly i domy mediatizované.
K dalším privilegiím patřilo automatické přidělení hodnosti poručíka v zemi, kde mediatizovaný šlechtic žil a kde se chtěl pokusit o vojenskou kariéru a zároveň zproštění povinné vojenské služby (v Rakousku jen do roku 1848). Dědičné místo a virilní hlas v panské sněmovně parlamentu protektorské země byly možné jen v těch státech Německého spolku, kde nějaký parlament vznikl (př. v Bavorsku 1819, v Sasku 1831, v Prusku 1854, v Rakousku 1861). Zastoupení mezi krajskými nebo provinciálními stavy však bývalo možné ihned, rovněž právo hlavy rodu soudit a trestat přečiny členů vlastní rodiny. Až do roku 1877 (27. ledna) byli mediatizovaní v Německém císařství privilegovaným stavem z hlediska soudů a až do roku 1918 přetrvaly některé jejich menší výhody v oblasti práva trestního. Nezanedbatelné bylo právo usadit se v kterékoli zemi Německého spolku s garancí přednostního postavení před ostatní šlechtou, ne vždy však vyslyšené (např. mediatizovaný status rodu Stadion-Thannhausen v Rakousku, který nebyl nikdy uznán, pokud šlo o nárokovatelné členství v panské sněmovně říšské rady).
Hlava každého rodu měla též právo držet si čestnou stráž a "dvorské úředníky" jako kancléře či archiváře a právo na vlastní rodový archiv jako takový (což ovšem např. v Rakousku, tedy i v Čechách bylo právem šlechtických rodů obecně). Důležité právo, dané původem, bylo i právo vyhlásit týdenní smutek v rámci svého stavovského panství, pokud rod takové vlastnil, někdy i na "běžných" šlechtických panstvích mediatizovaného rodu. Právo na smutek a obecné zádušní modlitby ve všech panských kostelích bylo garantováno např. v Bavorsku. Rody také bývaly osvobozeny od cel na veškeré potraviny a některé další spotřební produkty, určené k přímé spotřebě aristokratických domácností a minidvorů. Nevyslyšeno, ale neustále slibováno zůstalo zřízení kuriátního hlasu v Německém spolku, kde by všichni mediatizovaní ze všech německých států dohromady, měli společně jeden hlas. Poslední vážný návrh tohoto druhu byl podán na spolkovém sněmu v roce 1863 ze strany císaře Františka Josefa I., byl však po projednání zamítnut. Všechna tato práva, včetně práva na odpovídající predikát pro hlavu rodu, byla spojena výhradně se "vznešenou krví" a pokud nějaký mediatizovaný své území po mediatizaci prodal, tato práva nebyla nijak dotčena.
Podle některých, spíše okrajových právních teorií, mají mediatizovaná knížata či přinejmenším ta z nich, která byla držiteli velkého palatinátu s právem nobilitace, ještě dnes oprávnění povyšovat do šlechtického stavu.

### Práva plynoucí z držby mediatizovaného území
Tato práva nebyla vázána na původ, ale na držbu mediatizovaného území (Standesherrschaft). Stavovské panství bylo chápáno jako jakési podúzemí (Unterlandesherrschaft) s vlastními právními vztahy (ius territoriale subalternum). Jako právní precedens pro stavovská panství užil sněm Německého spolku roku 1815 vztah rodu Hessen-Rothenburg, vedlejší větve hesenských lankrabat, vůči vládnoucí rodové linii Hessen-Kassel a autonomii hesensko-rothenburských statků v rámci Hesenského kurfiřtství. Zvláštní práva, ze stavovského panství odvozená, mohl získat i ten, kdo si toto panství koupil. Při prodeji panství či vymření rodu jeho držitelů, ale měl suverén země vždy právo mediatizované území zrušit. Navíc vlastník mediatizovaného území měl povinnost v případě prodeje či závěti (pokud jeho rod vymíral) nabídnout nejprve své panství k prodeji svému suverénovi. Rovněž nesměl své panství prodat suverénnímu panovníkovi mimo Německý spolek. Prodat území jinému panovníkovi v rámci Spolku či mimoněmeckému šlechtici či obecně velkostatkáři ale povoleno bylo, byť poslední slovo měl vždy panovník dané země.
K autonomním právům mediatizovaných patřilo osvobození od pozemkové daně a daně z hlavy či výrazné daňové úlevy (v Prusku zrušeno roku 1893 na základě deklarace z roku 1854), vlastní výběr přímých daní, dohled mediatizovaných nad školami a kostely (školní a církevní patronát), jmenování učitelů a notářů, výkon soudnictví první i (ve většině států) druhé instance (vzácně i v trestních záležitostech poddaných), dozor nad místní policií a četnictvem, horní regál, autonomní lesní hospodářství a právo svobodného lovu a rybolovu. Držitel mediatizovaného panství měl zvláštní právo své úředníky a služebnictvo obléci do "státních" uniforem (ve Württembersku to bylo nejprve zakázáno). Zcela výjimečně se jako privilegium objevovalo i právo razit mince (rod Stolbergů z Wernigerode měl vlastní horní regál i mincovní regál a v Prusku razil mince ještě roku 1824). Mediatizování měla v rámci svých stavovských panství právo na 10 % majetku vystěhovalce, právo vybírat poplatky za jmenování nových měšťanů či poplatky od příchozích přistěhovalců na stavovské panství. V Prusku byli mediatizovaní pravidelně voleni do místní úřadů (purkmistr, zemský rada), v rámci jejich stavovských panství. Mohli též v rámci svého panství až do roku 1848 vydávat dekrety a nařízení, které ovšem nesměly být v rozporu se zákony země. Práva mediatizovaných nebyla ovšem často uznávána v plném rozsahu. Např. rod Neippergů byl jako mediatizovaný uznán jen ve Württembersku, nikoli v sousedním Bádensku, kde byl považován za příslušníky říšského rytířstva, neboť držel pouze rytířské statky.
Suverénní panovníci obecně přistupovali k těmto privilegiím různě, zatímco např. v Bádensku byla snaha autonomii mediatizovaných omezit, v Prusku požívali držitelé těchto území rozsáhlých svobod. Vůbec nejtvrději zacházelo s mediatizovanými Württembersko, kde zpočátku platila až neuvěřitelná nařízení jako konfiskace bývalých panských úředních budov, zákaz mediatizovaným vstupovat do zahraničních služeb mimo státy Rýnského spolku, zákaz vycestovat z království bez povolení ministerstva vnitra či dokonce nařízený tříměsíční pobyt v roce v hlavním městě Stuttgartu pod trestem konfiskace až jedné čtvrtiny příjmů. Ani po roce 1815 se postoj württemberské vlády příliš nezlepšil. V Bádensku nejprve roku 1813 zakázali mediatizovaným výkony soudní a policejní správy i školský patronát, ovšem pod tlakem rozhodnutí Vídeňského kongresu (čl. XIV.) byla tato práva postupně cestou individuální dohod obnovována. Prusko si naopak jako velký a silný stát věřilo a necítilo ze strany bývalých vládnoucích rodů ohrožení své státní jednoty. Tato quasi-autonomie byla trnem v oku také ekonomicky sílícímu měšťanstvu, které odmítalo dvojí loajalitu.
Většina těchto privilegií byla proto silně omezena po revoluci 1848 (v Hesensku-Kasselsku dokonce roku 1849 mediatizovaní o veškerá svá významnější autonomní práva přišli), vždy však záleželo na případu konkrétního státu a tento rok nepředstavuje žádný tvrdý mezník. Bez povšimnutí není, že většina práv autonomních území nebyla výlučným právem mediatizovaných. Již od 16. století byla jako "Standesherrschaften" označována autonomní panství ve Slezsku a Lužici. Ačkoli jsou, přes shodný název, jiného původu, jejich autonomní práva jsou často analogická s právy mediatizovaných, liší se především v daňových úlevách (většími daňovými úlevami nedisponovali ani ti, kteří si zakoupili panství mediatizované panství aniž by sami pocházeli z mediatizovaného rodu). Existovala i další práva obdobná privilegiím mediatizovaných. V Sasku například jakákoli pozemková vrchnost vykonávala soudní pravomoc nad poddanými až do roku 1856.

### Práva titulu
Prvním právem mediatizovaných na odpovídající titulaturu, vesměs garantovaným již od roku 1815, bylo právo rodu na Plural Majestaticus, sesazený suverén i jeho prvorození potomci se směli podepisovat "My", pouze titul "Z Boží milosti" (německy Von Gottes Gnaden) zůstal rezervován vládnoucím panovníkům. Predikáty Jasnost a Osvícenost byly garantovány v zemích Německého spolku v l. 1825 a 1829. Rozhodnutí sněmu ale jednoznačně říkalo, že predikát neuděluje sněm, ale vladař protektorské země. Proto býval mezi rozhodnutím sněmu a udělením panovníka někdy i několikaletý odstup. Na druhou stranu často vládci udělili takový predikát (na rozdíl od rozhodnutí sněmu omezený na jejich vlastní stát), i dříve, než sněm samotný. Ačkoli sněm roku 1829 přiznal predikáty jen hlavám hlavám rodů, např. v Bádensku získaly "Jasnost" všichni členové mediatizovaných knížecích rodů v roce 1829, v Prusku roku 1833, v Rakousku-Uhersku roku 1869 a v Bavorsku roku 1911, hraběcí rody pro všechny své členy získaly "Osvícenost" v Bavorsku roce 1911, v Sasku roku 1878 (šlo o jediný rod Schönburg-Glauchau) a v Hesensko-Darmstadtsku roku 1914, v posledních dvou zemích ovšem omezenou na ty rody, které v zemi nepřetržitě vlastnily své mediatizované území, které navíc ještě muselo před mediatizací být spojeno s říšským stavovstvím. Rozšíření predikátu se však dělo také cestou individuálních privilegií pro některý rod. Většina hraběcích, nikoli knížecích rodů, se jej však přesto nikdy nedočkala. Sněm z roku 1829 navíc určil, že pokud jde o sňatky, pak knížecí rody jsou jako rovnorodé kvalifikovány celé, z hraběcích však pouze hlava rodu a eventuálně dědičný hrabě. K dalším právům náleželo právo mediatizovaných hraběcích rodů mluvit o sobě jako o rodech "vysokohraběcích" (hochgräflich), dosud náležejícím jen hrabatům suvererénním, která však nadále již neexistovala. Naproti tomu titul "vysokoknížecí" (hochfürstlich) zůstal rezervován jen vládnoucím, nikoli mediatizovaným knížatům. Mediatizované rody si též i po své mediatizaci nárokovaly pro prvorozené potomky tituly dědičný princ a dědičný hrabě.

## Vztah mediatizovaných k vládnoucím rodům
Mediatizované rody byly oficiálně rovné v postavení vůči vládnoucím rodům, i když vzájemných sňatků bylo do roku 1918 uzavřeno málo. Výjimečné ovšem nebyly vedle sňatků ani pokusy mediatizovaných získat trůny v některé ze zbývajících monarchií. Úspěšný byl v tomto ohledu jen pokus prince Viléma z Wiedu, který se v roce 1913 stal albánským knížetem. Pokusů neúspěšných bylo ovšem mnoho. V roce 1830 byl vévoda Prosper Ludvík z Arenbergu kandidátem papežského stolce na belgický královský trůn, ovšem Prosper kandidaturu záhy sám stáhl. O belgický trůn toho roku usiloval také kníže Karel Egon II. z Fürstenbergu, kterému byla roku 1848 dokonce Frankfurtským sněmem nabídnuta německá císařská hodnost. Britský admirál, kníže Ernst z Leiningenu byl roku 1863 kandidátem na trůn řeckého království. Po roce 1871 když se uvažovalo, co udělat s "Říšskou zemí" (Reichsland) Alsasko-Lotrinsko, existoval plán na zřízení Vévodství alsaského – jemuž by vládl zmíněný Ernst z Leiningenu jako údajný potomek alsaského vévodského rodu Etichonovců, a Vévodství Lotrinského – jemuž by vládl blíže neurčený kníže či princ z domu Hohenlohe. Dědičný princ Maxmilián Thurn-Taxis, se měl podle rakousko-francouzských plánů, které počítaly s porážkou Pruska ve válce v l. 1870-71, stát králem plánovaného Rýnského království. Knížata Löwenstein-Wertheim, nemanželští potomci kurfiřta Fridricha I. Falckého (1425–1476), usilovali z titulu svého původu být uznáni za dědice bavorských Wittelsbachů. Příslušníci mediatizovaných rodů se velice často stávali předními úředníky a státníky v zemích svých zeměpánů. Příkladem mohou být vrcholní rakouští politici kníže Klement Metternich, kníže Felix Schwarzenberg a hrabě Franz Stadion. Jiní se vyznamenali ve službách vojenských, jako kníže Karel Filip Schwarzenberg v rakouské armádě nebo princ Felix Salm-Salm, který sloužil v armádě pruské i v armádě Americké unie armádě za války severu proti jihu a rovněž v armádě mexického císaře Maxmiliána.

## Seznam mediatizovaných rodů
Jednotlivá říšská hraběcí kolegia, ve kterých jednotlivé rody zasedaly, jsou označená zkratkami: šváb. – švábské, wett. – wetterauské, franc. – francké a westf.- westfálsko-dolnorýnské. Některé rody mohly zasedat i ve více hraběcích kolegiích. Hvězdičkou jsou označeny rody, které nebyly říšskými stavy a nebyly zastoupeny na Říšském sněmu. Písmenem malé "p" je označen personalista, tedy ten, kdo v daném kolegiu neměl říšské stavovské území, ovšem stále vlastnil nějaké říšské suverénní panství, např. mezi říšským rytířstvem. Jako "p-0" je označen rod, který držel úřad personalisty a zároveň nevlastnil vůbec žádné říšské území, podléhající pouze císaři (tzv. reichsunmittelbar) a nebyl tedy říšským suverénem, pouze mohl hlasovat na sněmu. Jako "p-1" je potom označen ten, kdo sice vlastnil říšské území, které náleželo do některého hraběcího kolegia a bylo svázáno s hlasem na říšském sněmu, ale toto území, nadále v majetku dotyčného personalisty, již v dřívějších letech ztratilo svou suverenitu ve prospěch jiného říšského státu. Rody sedící ve dvou kolegiích mohly být personalisty i "realisty", tedy držiteli stavovského území zároveň.

### Knížecí rody
Některé knížecí rody nesly také vévodský titul. Není-li uvedeno jinak, získaly knížecí rody svou knížecí hodnost z rukou císařů Svaté říše římské.
Písmeno "P" – primogenitura, značí, že v rodě je knížetem pouze jeho hlava a ostatní mají hraběcí, případně podobný (lankraběcí, starohraběcí), titul. Písmena "KR" znamenají členství v knížecí radě, je-li před zkratkou lomítko se symbolem, znamená symbol před lomítkem postavení knížete v říši do roku 1803.
Rody, kterým byl potvrzen predikát Jasnost sněmem Německého spolku z 16. srpna 1825. Na základě tohoto rozhodnutí měl titul náležet těm knížecím rodinám, které seděly před rokem 1803 na lavici říšských knížat říšského sněmu, nebo jim toto místo a hlas na sněmu byl onoho roku přislíben (rody s hlasem přislíbeným v roce 1803 jsou označeny kurzívou). Predikát Jasnost měl původně náležet všem členům rodu. Šlo o následující rody:
- Arenbergové (KR, s říšským vévodským titulem)
- Lobkovicové (dvě větve, jedna v KR)
- Salm-Salmové a

 Salm-Kyrburgové (obojí KR)
- Ditrichštejnové (P, KR)
- Auerspergové (dvě knížecí větve, jedna KR)
- Fürstenbergové (KR)
- Schwarzenbergové (dvě větve, jedna v KR)
- Thurn-Taxisové (KR)
- Löwenstein-Wertheim-Rosenbergové (franc./KR)
- Oettingen-Spielbergové a Oettingen-Wallersteinové (obojí šváb./KR)
- Solms-Braunfelsové (wett./KR)
- Hohenlohe-Neuensteinové z Langenburgu (franc./KR)
- Hohenlohe-Waldenburgové z Schilingfürstu (větve Waldenburg a Schilingfürst)[38] a  Hohenlohe-Waldenburgové z Bartensteinu (obojí franc./KR)
- Hohenlohe-Ratibor-Corvey (z rodu Hohenlohe-Waldenburg-Schilingfürst, schilingfürstská větev) (franc./KR)[39]
- Isenburg-Birsteinové (wett./KR)
- Kounicové z Rietbergu (P, westf./KR)
- Leiningenové z Dachsburgu (wett./KR)
- Esterházyové z Galanty (*/KR, na sněmu teprve od roku 1804, panství i s hlasem zakoupili od knížete de Ligne)
- vévodové Looz-Corswaremové (*/KR)

Rody, kterým byl potvrzen či udělen predikát Jasnost rozhodnutím Spolkového sněmu z 13. února 1829. Druhý spolkový sněm rozšířil počet mediatizovaných knížat o ta, která zasedala pouze v kolegiích říšských hrabat či na říšském sněmu neměla zastoupení vůbec nebo dokonce knížecí titul získala až po zániku říše a mediatizována byla jako hrabata. Zároveň ale sněm okleštil původní velkorysé privilegium pouze na hlavy knížecích rodů, což se týkalo i rodů, jimž byl predikát přiznán již roku 1825:
- Hohenlohe-Bartensteinové z Jagdsbergu (*)
- Colloredo-Mannsfeldové (P, šváb., p, franc.)
- Khevenhüller-Metschové (P, šváb., p-0)
- Hohenlohe-Neuenstein-Kirchbergové (franc.) a  Hohenlohe-Oehringen-Ingelfingenové[40] (franc.)
- Starhembergové (P, franc., p-0)
- Wiedové z Neuwiedu (westf.)
- Orsini-Rosenbergové (P, franc, p-0)
- Schönburg-Waldenburgové (wett, p-1)[41]
- Schönburg-Hartensteinové (wett, p-1)[42][41]
- Salm-Reifferschedtové z Rájce (P*) a

 Salm-Reifferscheidtové z Krautheimu (P, westf.)
- Solmsové z Lichu a Hohensolmsu (wett.)
- Sayn-Witgensteinové na Berleburgu a

 Sayn-Witgensteinové na Hohensteinu (obojí wett.)
- vévodové z Croÿ-Dülmenu (*)
- Waldburgové z Wolffeggu na Waldsee, Waldburgové z Zeilu na Trauchburgu a Waldburgové z Zeilu na Wurzachu (všichni tři P a šváb.)
- Metternichové z Winnenburgu (westf.)
- Fuggerové z Babenhausenu (P, šváb.)
- Windisch-Graetzové (Alfredova linie, franc, p-0, šváb.)
- Windisch-Graetzové (Weriandova linie,* mezi mediatizované rody se dostali na zásah císaře Františka I., rakouský kníže roku 1822)
- Trauttmansdorffové z Weinsbergu (P, šváb., p, franc.)
- knížata von der Leyen (šváb., kníže Rýnského spolku 1806, mediatizován až roku 1814)
- Löwenstein-Wertheim-Freudenbergové (franc., bavorský kníže 1812, starší a mladší větev rodu)
- Salm-Horstmarové (westf., pruský kníže 1816)
- Bentheimové ze Steinfurtu (westf.) a  Bentheim-Tecklenburgové z Rhedy (*) (oba rody pruská knížata 1817)

Mediatizované hraběcí rody povýšené do knížecího stavu s predikátem Jasnost po roce 1829:
- Castell-Castellové (P, franc.) a Castell-Rüdenhausenové (P, franc.) (oba rody bavorská knížata 1901)
- Fuggerové z Glöttu (P, šváb., bavorský kníže 1913)
- Quadtové z Wickrathu a Isny (P, westf., bavorský kníže 1901)
- Isenburgové z Wächtersbachu (wett., hesensko-kasselský kníže 1865)
- Isenburgové z Büdingenu (wett., hesensko-darmstadtský kníže 1840)
- Erbachové ze Schönbergu (wett., hesensko-darmstadtský kníže 1903)
- Sayn-Wittgenstein-Saynové z Ludwigsburgu (* pruský kníže 1834)
- Stolbergové z Wernigerode (wett., pruský kníže 1890)
- Stolbergové ze Stolbergu (wett., p-1) a Stolbergové z Roßly (wett.) (oba rody pruská knížata 1893)

Knížecí rody, považované za mediatizované, které vymřely po své mediatizaci, ale před rokem 1825, resp. 1829 a predikát Jasnost jim tedy udělen nebyl:
- Anthalt-Bernburgové na Schaumburgu a Hoymu (westf., †1812) – predikát Jasnost měli jako příbuzní staroknížecího domu již garantovaný
- Sinzendorfové (P, westf., †1822)
- Wiedové z Runkelu (westf., wett., †1824)

### Hraběcí rody
Hraběcí rody jejichž hlavám byl na základě rozhodnutí sněmu Německého spolku z 13. února 1829 udělen predikát Osvícenost. V následujícím seznamu nejsou ty říšské hraběcí rody, které byly po zániku říše a po své mediatizaci (v případě knížete von der Leyen dokonce ještě před mediatizací) povýšeny do knížecího stavu některého z nástupnických států Svaté říše (seznam takových rodů, viz výše):
- Erbachové z Erbachu a Erbachové z Fürstenau (obojí franc.)
- Fuggerové z Kirchbergu (šváb.)
- Fuggerové z Nordendorfu a Fuggerové z Kirchheimu (obojí šváb.)
- Harrachové z Brucku (šváb. p-0, omylem zařazeni také Harrachové z Rohrau, vyškrtnutí roku 1841, kdy byl Harrachům z Brucku predikát opět potvrzen)[43]
- Isenburgové z Meerholzu (wett.) a  Isenburgové z Philippseichu (*)
- Königseggové z Aulendorfu (šváb.)
- Kuefsteinové z Greillensteinu (šváb, p-0)
- Leiningen-Guntersblumové z Billigheimu a Leiningen-Heidesheimové z Neudenau (obojí wett.)
- Leiningenové z Westerburgu (wett., pocházejí z rodu Runkel jako Wiedové, nikoli z rodu Leiningenů, větve Alt-Leiningen a Neu-Leiningen)
- Neippergové (šváb., p.)
- Ortenburgové (wett.)
- Platenové z Hallermundu (westf., p-0)
- Pücklerové na Limpurgu (franc., starší a mladší větev, zvané též Gaildorfská a Speckfeldská)
- Rechterenové na Limpurgu (franc., starší a mladší větev)
- Schaesbergové (westf.)
- Schlitzové zvaní "von Görtz" (wett., p.)
- Schönbornové z Wiesentheidu a Schönbornové z Buchheimu (obojí franc.)[44]
- Schönburgové z Glauchau[41] (wett., p-1)
- Solmsové z Rödelheimu a Assenheimu (wett.)
- Solmsové z Laubachu (wett.) a  Solmsové z Wildenfelsu (*)
- Stadion-Thannhausenové (šváb.) a Stadion-Warthausenové (*)
- Toerring-Jettenbachové na Gronsveldu (westf.)
- Šternberkové z Manderscheidu (westf.)
- Waldbottové z Bassenheimu (westf.)
- Wallmodenové z Gimbornu (westf.)
- Wurmbrand-Stuppachové (franc., p-0)

Hraběcí rody, považované za mediatizované, jimž byl predikát Osvícenost přiznán na základě zvláštního rozhodnutí (status mediatizovaných byl u těchto rodů, spolu s Weriandovou větví knížat Windisch-Graetz, někdy zpochybňován, zejména pak v případě hrabat Waldeck-Limpurg). Dále několik vedlejších linií mediatizovaných rodů, kterým, přes jejich (většinou) přiznávaný status mediatizovaných nebyl predikát Osvícenost nikdy výslovně udělen (např. Salm-Reifferscheidtové z Hainspachu):
- hrabata z Auerspergu (* jedna z 10 hraběcích větví rodu, usazená v Čechách)
- Bentinckové na Aldenburgu (*1845 v Německém spolku, v letech 1814–1854 v polosuverénním postavení s většími právy, než byla autonomie mediatizovaných (prakticky pod oldenburskou suzerenitou),[21] manželé ženských nemanželských potomků Oldenburgů z hraběcí oldenburské větve)
- lankrabata z Fürstenbergu (*1843 v Rakousku, lankraběcí moravsko-slezská větev knížecího rodu)
- Giechové (franc., p-0, mediatizovaný status v Bavorsku roku 1831,[45] predikát Osvícenost definitivně potvrzen roku 1861)[46]
- Limburgové z Bronckhorstu (* nizozemsko-belgická větev rodu, v Nizozemsku jim bylo potvrzeno dědictví postavení a statusu po vymřelých Limburcích ze Styrumu)
- Pappenheimové (*1831 v Bavorsku)[46]
- starohrabata Salm-Reifferscheidtové z Hainspachu (* česká starohraběcí větev Salm-Reifferscheidů)
- Toerring-Jettenbachové ze Seefeldu (*1888 v Bavorsku, nešlo původně o mediatizovaný rod, bylo jim potvrzeno dědictví po vymřelých Toerrincích na Gronsveldu včetně statusu vymřelého rodu)[47]
- Waldeckové z Limpurgu (*1845 ve Württembersku, svůj podíl na hrabství Limpurg a hlas ve franckém kolegiu říšského sněmu prodali roku 1801, následně pozemky stavovského panství znovu koupili po částech zpět v roce 1813 a v roce 1819 již po jejich mediatizaci. Mediatizovaný status rodiny uznán mj. na základě příbuzenství s vládnoucí rodinou knížat z Waldecku a Pyrmontu.

Hraběcí rody, považované za mediatizované, které vymřely až po své mediatizaci, ale před rokem 1829 a predikát Osvícenost jim tedy udělen nebyl:
- Aspremontové z Lyndenu (westf., †1816)
- Limburgové na Styrumu (*†1809)
- Osteinové z Myllendoncku (westf., †1809)
- Plettenbergové z Mietingenu (westf., †1813)
- Wartenbergové z Rothu (*†1818)

Rod svobodných pánů, někdy řazený k mediatizovaným hrabatům, kvůli držbě říšského hrabství a členství v hraběcím kolegiu. Rod navíc, aniž by byl povýšen do hraběcího stavu, vymřel ještě uznáním mediatizovaného statusu hraběcích rodů. (predikát Osvícenost pochopitelně nezískal):
- Boyneburg-Bömelbergové (westf., †1826)

Jedna větev rodu Rechbergů byly mediatizovaná jako svobodní pánové a v roce 1810 povýšená do bavorského hraběcího stavu. Ve skutečnosti získala jiná větev tohoto rodu říšský hraběcí stav již roku 1607, i když diplom nebyl nikdy vystaven. V r. 1613 následovalo přijetí do Švábského hraběcího kolegia, proti čemuž se ovšem zvedl hlasitý protest ze strany říšského rytířstva, kam rechberské statky patřily. Jejich povýšení na říšské stavovské hrabství by totiž znamenalo další oslabení onoho rytířstva. Protest byl úspěšný, a Rechbergové se vzdali členství v kolegiu i práva své země titulovat jako hrabství. Hraběcí titul jim sice zůstal, ovšem již roku 1618 příslušná větev rodu vymřela. Povýšení od bavorského krále v roce 1810 tak bylo faktickým obnovením titulu pro příbuznou rodovou větev. Říšského stavovství se však Rechbergové do zániku říše již znovu nedočkali. Predikát Osvícenost byl hlavě rodu udělen rovněž na základě rozhodnutí spolkového sněmu z 13. února 1829:
- Rechbergové z Rothenlöwenu (*)

Rod hrabat z Lustenau mediatizovaných Bavorskem roku 1806, zcela suverénních v letech 1814–1817, dále v letech 1817–1830 pod rakouskou patronací s polosuverénními právy, většími než byla autonomie mediatizovaných. Rod navíc pochází z mediatizovaných hrabat Waldburg-Zeil. Jeho vládnoucí lustenauská větev je za samostatný mediatizovaný rod považována málokdy, i když jejich míra suverenity autonomii mediatizovaných předčí. Predikát Osvícenost užívala hlava rodu bez udělení i bez námitek okolí spontánně zhruba od roku 1815:
- Waldburgové z Zeilu na Lustenau-Hohenemsu (*)